# Thierry Aymes
Cet article concerne un gymnaste artistique français. Pour le philosophe et musicien français, voir Thierry Aymès.
Pour les articles homonymes, voir Aymes.
Thierry Aymes est un gymnaste artistique français né le 15 octobre 1973 à Ollioules.

## Biographie
Il participe aux Jeux olympiques d'été de 1996, obtenant une quatrième place au sol et remporte la médaille d'or du concours par équipes des Championnats d'Europe de gymnastique artistique masculine 1998 à Saint-Pétersbourg.